# Kim Seng-yong
Kim Seng-yong (Tokio, 26 februari 1987) is een Noord-Koreaans voetballer.

## Carrière
Kim Seng-yong speelde tussen 2009 en 2011 voor Kyoto Sanga FC. Hij tekende in 2012 bij Thespa Kusatsu.

## Noord-Koreaans voetbalelftal
Kim Seng-yong debuteerde in 2010 in het Noord-Koreaans nationaal elftal en speelde 2 interlands, waarin hij 1 keer scoorde.